# Itombwetornuggla
Itombwetornuggla (Tyto prigoginei) är en utrotningshotad och mycket dåligt känd afrikansk fågel i familjen tornugglor inom ordningen ugglefåglar.

## Utseende och läte
Itombwetornuggla är en 23-29 centimeter lång mycket vacker, djupt kastanjebrun uggla. Endast honan finns beskriven, med rostbrun ovansida och blekare orangeaktig undersida. Ögonen är mörka och den för familjen karakteristiska ansiktsmasken oval och kompakt. Lätet består troligen av långa och sorgliga visslingar, men detta behöver bekräftas.

## Utbredning och systematik
Fågeln förekommer i Itombwebergen i östra Demokratiska republiken Kongo där den är dåligt känd. Den kan möjligen förekomma i andra skogsområden, framför allt i Nyungwe där en oidentifierad uggla hördes 1990. Ett möjligt fynd gjordes även i Burundi 1974.

## Systematik
Itombwetornuggla placerades tidigare i släktet Phodilus, då med det svenska trivialnamnet itombwemaskuggla, men förs allt oftare istället till tornugglorna i Tyto. Några genetiska studier har ännu inte gjorts av arten. Den behandlas som monotypisk, det vill säga att den inte delas in i några underarter. 

## Status och hot
Typexemplaret samlades in 1951 och först 1996 återupptäcktes den igen. Arten är utan tvekan mycket sällsynt och har ett väldigt litet utbredningsområde. Den verkar dessutom ha specifika krav på sin levnadsmiljö, även om den fångats i ett område något påverkat av människan. Internationella naturvårdsunionen IUCN kategoriserar därför arten som starkt hotad (EN). Världspopulationen uppskattas till 2 500–10 000 vuxna individer.

## Levnadssätt
Typexemplaret hittades på 2430 meters höjd i en gräsöppning, medan återupptäckten 1996 gjordes i bergsbelägen galleriskog på 1830 meters höjd där sluttningarna täcks av gräs och buskar, med bergsskog i dalarna nedan. Både födan och häckningsbiologin är okänd, men de långa benen tyder på att arten tillbringar mycket tid på marken och den tros häcka i trädhål. Den antas vara stannfågel.

## Namn
Fågelns vetenskapliga artnamn hedrar Alexandre Prigogine (1913–1991), rysk-belgisk ornitolog, geolog och kemist som sponsrade expeditioner till tropiska Afrika.